# Rolf Skedelius
Sven Rolf Vilhelm Skedelius, född den 10 oktober 1916 i Stockholm, död där den 21 maj 1996 i Stockholm, var en svensk sjömilitär.
Skedelius avlade sjöofficersexamen 1940. Han blev fänrik vid flottan samma år, löjtnant 1942 och kapten 1947. Han genomgick Sjökrigshögskolan 1947–1950. Skedelius befordrades till kommendörkapten av andra graden 1957, till kommendörkapten av första graden 1961 och till kommendör 1966. Han var flaggadjutant 1955–1957, lärare i strategi vid Sjökrigshögskolan 1957–1960, avdelningschef i marinstaben 1960–1963, i försvarsstaben 1963–1966, chef för marinlinjen vid Militärhögskolan 1966–1969, för första ubåtsflottiljen i kustflottan 1969–1971 och för Sjökrigsskolan 1971–1977. Skedelius avlade filosofie kandidatexamen 1981. Han publicerade artiklar i sjömilitära tidskrifter. Skedelius invaldes som ledamot av Örlogsmannasällskapet 1960. Han blev riddare av Svärdsorden 1958, kommendör av samma orden 1970 och kommendör av första klassen 1974. Skedelius vilar i minneslunden på Galärvarvskyrkogården i Stockholm.